# Plano europeu sobre alterações climáticas
O plano europeu sobre alterações climáticas é composto por uma série de medidas adoptadas pelos Estados-membros da União Europeia na luta contra as alterações climáticas. O plano foi lançado em Março de 2007, e após meses de duras negociações entre os países membros, foi adoptado pelo Parlamento Europeu em Dezembro de 2008. O pacote incide nos cortes de emissões de gases com efeito de estufa, energias renováveis e eficiência energética.

## História
10 Janeiro de 2007: A Comissão Europeia apresenta uma série de propostas estabelecendo um conjunto ambicioso de metas na redução dos gases com efeito de estufa. Anunciando que a UE teria que se empenhar, em negociações internacionais com os países desenvolvidos, a reduzir as emissões em 30%(tendo como base comparativa o ano de 1990) até 2020. Adicionalmente, a Comissão assumiu o compromisso de, internamente, reduzir em 20%, no mínimo, as suas emissões de gases com efeito de estufa, até 2020.
8-9 Março de 2007: O Conselho Europeu aprova os objectivos de redução dos gases com efeito de estufa apresentados pela Comissão, em Janeiro de 2007. Uma parte do plano de acção, sobre política energética para o período 2007-2009, foi também aprovado no âmbito das metas 20-20-20 estabelecidas.
23 Janeiro de 2008: A Comissão Europeia apresentou um pacote definitivo, incluindo propostas definidas pelo Conselho Europeu. O plano era para ser discutido e adoptado pelo Conselho Europeu em Março de 2008.  A Comissão propôs estender ao sistema de comércio de emissões, impondo reduções em gases com efeito de estufa em sectores económicos que não são cobertos pelo sistema, promovendo as energias renováveis.
13-14 Março 2008: O Conselho Europeu concordou com princípios orientadores do pacote e no estabelecimento de uma agenda.
11-18 Dezembro 2008: Discussão do pacote durante o Conselho Europeu, e a adopção definitiva pelo Parlamento Europeu.
Dezembro 2009: Conferência do Clima, em Copenhaga, para procurar um acordo internacional que suceda ao Protocolo de Kyoto nas alterações climáticas, que termina no final de 2012.

## Origem e adopção
Depois do Protocolo de Kyoto - assinado em 1997 pela maioria dos países europeus, mas que expira no final de 2012 - um novo acordo internacional para reduzir as emissões dos gases com efeito de estufa foi negociado em Poznan (Polónia) e Copenhaga em 2009. Para liderar essas negociações, a União Europeia procurou desenvolver o mais rapidamente possível uma posição comum no combate às alterações climáticas, implementando, para isso, as suas próprias medidas para enfrentar as condições climáticas.

### Propostas iniciais
Reunião de 8 e 9 Março de 2007, o Conselho Europeu adoptou novas metas ambientais ainda mais ambiciosas do que aquelas que foram assinadas no Protocolo de Kyoto. O plano incluía a chamada " meta dos três vintes", mas que, na realidade, consistia em quatro propostas. Os objectivos eram:
- Reduzir os gases com efeito de estufa em 20% até 2020.
- Aumentar a eficiência energética, poupando 20% do consumo energético da UE até 2020.
- Alcançar 20% na utilização de energias renováveis no total de consumo energético até 2020.
- Alcançar 10% na utilização de biocombustíveis no consumo energético dos veículos até 2020.

### Propostas da Comissão
Depois de ter iniciado as negociações sobre o pacote energia-clima, propondo a aplicação de medidas de combate às alterações climáticas em Janeiro de 2007, a Comissão Europeia propôs novas medidas um ano depois. As propostas incluem a meta dos "três vintes" do anterior Conselho Europeu.
As novas directrizes, estabelecidos pela Comissão, foram limitar as emissões de CO2 produzidas pelos veículos, desenvolver a captura e armazenamento de CO2, convidar todos os Estados membros a reduzir as suas emissões de gases com efeito de estufa e reformar o sistema de comércio de emissões europeu. Esta última proposta foi objecto de muita discussão entre os Estados-Membros. A Comissão propôs primeiro estender este sistema a partir de 2013, e alargando-o a todos os gases com efeito de estufa, em vez de restringi-lo às emissões de CO2. Propôs alargar limites de emissão a mais sectores industriais. Por último, ficou prevista terminar com a atribuição gratuita de quotas, em 2013, a todos os produtores de energia e, em 2020, a outros sectores.

## Aprovação definitiva
O plano foi concluído rapidamente: foi aprovado no Conselho Europeu de 11 e 12 de Dezembro de 2008  e foi votado pelo Parlamento Europeu uma semana depois.  O prazo inicial para a aprovação do pacote no Parlamento foi em Março de 2009. No entanto, surgiram protestos de alguns países sobre as modalidades para atingir esses objectivos, nomeadamente, devido à crise económica e financeira, obrigando a duras negociações entre os países.
O Conselho Europeu de 11 e 12 de Dezembro de 2008 adoptou definitivamente o pacote, mas modificou as medidas iniciais. Os 27 Chefes de Estado e governos concordou, finalmente, em implementar as metas 20-20-20: até 2020, reduzir em 20% as emissões de gases com efeito de estufa, aumentar em 20% a eficiência energética na UE e utlizar 20% de energias renováveis no consumo total de energia na UE. Em relação ao leilão da emissão de licenças, uma introdução progressiva ficou agendada: as empresas terão que comprar 20% das licenças de emissão a partir de 2013, 70% em 2020 e 100% em 2027. No entanto, se não houver um acordo internacional nos próximos anos, as empresas industriais mais expostas à concorrência internacional irão beneficiar da atribuição gratuita de quotas. Finalmente, no sector da electricidade, estão previstas excepções para os novos Estados membros até 2020, contudo, o leilão dos subsídios será efectivo a partir de 2013 para os membros da UE. O pacote foi apresentado ao Parlamento Europeu de 15 a 18 de Dezembro.

## Debates
Durante as negociações, alguns Estados-Membros manifestaram a sua preocupação sobre o aumento dos custos energéticos, causados pela aplicação do pacote: o aumento poderia ser de 10% a 15% até 2020. Acima de tudo, vários países estavam preocupados com as consequências da suposta licitação de licenças de emissão nos preços da electricidade, por um lado, e, sobretudo, sobre a competitividade das empresas industriais mais poluentes.
Para a Polónia e alguns novos Estados-Membros, cuja eletricidade baseia-se principalmente sobre o carvão, existia o receio de que esta reforma levasse ao aumento dos preços da electricidade, podendo prejudicar o crescimento económico e a segurança energética. Estes Estados queriam beneficiar de uma derrogação que permitisse uma mudança progressiva no pagamento das quotas, partindo de 20% em 2013 e alcançando os 100% em 2020. A Polónia e os Estados bálticos alegaram, também, que o pacote iria forçar o aumento das suas importações de gás da Rússia para reduzir suas emissões de GEE, limitando a sua independência energética. Os Estados membros responderam propondo melhorar a interconexão elétrica destes países com o mercado europeu. No final de Outubro, os primeiros-ministros da Polônia, Suécia, Finlândia, Estónia, Letónia e Lituânia concordaram em estabelecer um plano de interconexão energética.
Por outro lado, havia uma discussão, entre os Estados-membros, sobre como evitar outsourcings nas indústrias mais poluentes, sujeitas à concorrência de rivais de países com pouca participação na luta contra o aquecimento global. Neste capítulo, a Alemanha propôs a atribuição de quotas de emissão gratuitas para as empresas mais vulneráveis (especialmente a indústria de aço) .